# Agriotypus kambaitensis
Agriotypus kambaitensis är en stekelart som beskrevs av Gupta och Dali Chandra 1975. Agriotypus kambaitensis ingår i släktet Agriotypus och familjen brokparasitsteklar. Inga underarter finns listade i Catalogue of Life.